# Haldane-Effekt
Der Haldane-Effekt (benannt nach seinem Erstbeschreiber John Scott Haldane) bezeichnet die erhöhte Kohlenstoffdioxid-Aufnahmefähigkeit von sauerstoffarmem Blut. Der Haldane-Effekt führt dazu, dass Blut dort, wo es viel O2 ans Gewebe abgibt, auch viel CO2 vom Gewebe aufnehmen kann.
Bei der inneren Atmung wird in den Kapillaren O2 gegen CO2 ausgetauscht. Der Transport des Sauerstoffs zu den Geweben wird bei Wirbeltieren größtenteils von dem Protein Hämoglobin übernommen, das sich in hoher Konzentration in den Erythrozyten befindet. In den Erythrozyten befindet sich auch das Enzym Carboanhydrase, das die folgende Gleichgewichtsreaktion katalysiert:
{\displaystyle \mathrm {CO_{2}+H_{2}O\rightleftharpoons HCO_{3}^{-}+H^{+}} }
Das entstehende Hydrogencarbonat wird im Rahmen des Hamburger-Shift über die Erythrozytenmembran ins Blut abgegeben; durch die Umwandlung von CO2 in Hydrogencarbonat kann das Blut erheblich mehr CO2 transportieren, als allein über die physikalische Lösung möglich wäre. Da es sich um eine Gleichgewichtsreaktion handelt, wird die Umwandlung jedoch durch die Konzentration der Produkte (Hydrogencarbonat und Protonen) begrenzt. Der Haldane-Effekt erklärt sich dadurch, dass bei Desoxygenierung von Hämoglobin Produkte dem Gleichgewicht entzogen werden, sodass die Reaktion weiterlaufen kann.

## Protonen
Die Desoxygenierung von Hämoglobin hat einen Einfluss auf dessen Konformation: Sie verschiebt das Gleichgewicht zwischen relaxed Form (R) und tense Form (T) zugunsten der T-Form. Die T-Form bindet Protonen mit größerer Affinität als die R-Form, sodass vermehrt Protonen an Hämoglobin gebunden werden.

## Hydrogencarbonat
Das Hydrogencarbonat kann mit endständigen Aminogruppen des Hämoglobins zu Carbamatgruppen reagieren:
Das Gleichgewicht dieser Reaktion liegt bei der T-Form weiter auf der Seite der Carbamatgruppen als bei der R-Form. Desoxygenierung führt somit zur vermehrten Bindung von Hydrogencarbonat an Hämoglobin. Die Carbamat-Bildung spielt allerdings gegenüber dem Entzug von Protonen eine untergeordnete Rolle für die Erklärung des Haldane-Effekts.

## Umkehrung in der Lunge
Die Oxygenierung des Hämoglobins in der Lunge kehrt die beschriebenen Vorgänge um: Weil das Blut nicht mehr so viel CO2 speichern kann, wird es freigesetzt.